# Bitel
Bitel là một nhà mạng viễn thông có trụ sở chính tại Peru. Đây là lần thứ 7 mà Viettel đầu tư ra thị trường nước ngoài. Theo Arellano, một công ty tư vấn và nghiên cứu thị trường tại Peru, thì Bitel đã trở thành nhà mạng được yêu thích nhất tại quốc gia này.
Đây cũng là nhà mạng duy nhất cung cấp Internet miễn phí cho 4.500 trường học với gần 1 triệu học sinh; và cung cấp dịch vụ miễn phí cho 112 cơ sở y tế và 166 cơ quan chính quyền với tổng giá trị 55,4 triệu USD.

## Cơ cấu
Bitel có 1.700 nhân viên chính thức (trong đó 1.590 người Peru, chiếm tổng số 94%) và cung cấp việc làm gián tiếp cho hơn 10.000 người Peru khác.

## Tập đoàn Viettel

Bản đồ các quốc gia có đầu tư của Viettel

| Châu Phi   | Châu Phi | Châu Mỹ    | Châu Mỹ | Châu Á    | Châu Á  |
| ---------- | -------- | ---------- | ------- | --------- | ------- |
| Burundi    | Lumitel  | Haiti      | Natcom  | Campuchia | Metfone |
| Cameroon   | Nexttel  | Perú       | Bitel   | Lào       | Unitel  |
| Mozambique | Movitel  |            |         | Myanmar   | Mytel   |
| Tanzania   | Halotel  | Đông Timor | Telemor |           |         |
|            |          | Việt Nam   | Viettel |           |         |

## Sự kiện
- 10/2014 - Bitel chính thức đi vào hoạt động tại Peru
- 8/2016 - Nhà mạng chính thức phủ sóng 3G toàn Peru
- 12/2016 - Bitel triển khai 4G tại Peru dựa trên băng tần 1900 MHz
- 10/2019 - Bitel chính thức thử nghiệm 5G tại quốc gia này